# Facultad de Economía (Universidad Nacional Autónoma de México)
La Facultad de Economía es la dependencia de la Universidad Nacional Autónoma de México (UNAM) dedicada a la investigación y docencia en economía. Tiene su antecesor directo en la denominada Escuela Nacional de Economía.

## Historia
La Escuela de Economía se funda el 10 de febrero de 1929, cuando se estableció la sección de Economía dentro de la antigua Escuela Nacional de Jurisprudencia de la todavía no autónoma Universidad Nacional de México. Desde entonces y hasta 1934 funcionó dentro del edificio de la Escuela de Jurisprudencia. En 1935, al convertirse en Escuela Nacional de Economía, pasó a ocupar el edificio anexo de la Escuela de Jurisprudencia en el centro de la Ciudad de México. De 1933 a 1934 el director fue Daniel Cosío Villegas.
Posteriormente, la Escuela Nacional de Economía fue ocupando muchos edificios del centro de la ciudad; el que ocupó más tiempo (de marzo de 1938 y hasta junio de 1954) se ubicaba en la calle de Cuba No. 92. En 1954 se trasladó finalmente a la Ciudad Universitaria.
En febrero del 2024, se eligió a Lorena Rodríguez León como directora para el periodo 2024-2028.

## Directores
| Director                      | Periodo         |
| ----------------------------- | --------------- |
| Daniel Cosío Villegas         | 1933 - 1934     |
| Enrique González Aparicio     | 1935 - 1938     |
| Mario Sousa                   | 1938 - 1940     |
| Jesús Silva Herzog            | 1940 - 1942     |
| Alfonso Pulido Islas          | 1942 - 1944     |
| Gilberto Loyo                 | 1944 - 1953     |
| Ricardo Torres Gaytán         | 1953 - 1959     |
| Emilio Mújica Montoya         | 1959 - 1963     |
| Octaviano Campos Salas        | 1963 - 1964     |
| Horacio Flores de la Peña     | 1965 - 1966     |
| Ifigenia Martínez             | 1966-1970       |
| Ernesto Lobato López          | 1970 - 1971     |
| José Luis Ceceña Gámez        | 1972 - 1977     |
| Lilia Elena Sandoval Espinosa | 1978 - 1981     |
| José Blanco Mejía             | 1982 - 1985     |
| Eliezer Morales Aragón        | 1986 - 1989     |
| Juan Pablo Arroyo Ortiz       | 1990 - 1998     |
| Guillermo Ramírez Hernández   | 1998 - 2002     |
| Roberto Escalante Semerena    | 2002 - 2010     |
| Leonardo Lomelí Vanegas       | 2010 - 2015     |
| Eduardo Vega López            | 2016 - 2024     |
| Lorena Rodríguez León         | 2024 - PRESENTE |

## Carreras
- Licenciatura en Economía (escolarizada, abierta y a distancia)
- Especialización, Programa Único de Especializaciones en Economía (posgrado)
- Maestría en Economía (posgrado)
- Doctorado en Economía (posgrado)

## Publicaciones
La Facultad de Economía edita las siguientes revistas académicas:
- Investigación Económica: revista trimestral fundada en 1941. Después de El Trimestre Económico, es la segunda revista en economía más antigua de México.[5]
- Economía Informa: revista bimestral fundada en 1974.
- Economía UNAM: revista cuatrimestral fundada en 2004.
- Ola Financiera: revista cuatrimestral iniciada en 2008, editada en conjunto con el Instituto de Investigaciones Económicas de la UNAM.[6]
- Revista de Economía Mexicana. Anuario UNAM: publicación anual iniciada en 2016; es dirigida por Jaime Ros Bosch.

## Egresados destacados
La Escuela Nacional de Economía, ha destacado por sus grandes egresados, muchos de ellos incursionados en la política y finanzas públicas de México, todos ellos han contribuido de una manera expeditiva en la vida e historia política mexicana, posicionándose en las más altas esferas gubernamentales de México y el mundo.
- Graciela Márquez Colín
- Rogelio Ramírez de la O
- Esteban Moctezuma Barragán
- Carlos Salinas de Gortari
- Joaquín Sánchez Gómez
- Omar Mejía Castelazo
- Guillermo Ortiz Martínez
- José Ángel Gurria
- Manlio Fabio Beltrones
- Manuel Camacho Solís
- Patricio Chirinos Calero
- Jesús Silva-Herzog Flores
- Jorge de la Vega Domínguez
- Jorge de la Vega Domínguez
- Francisco Labastida Ochoa
- Eliezer Morales Aragón
- Emilio Mújica Montoya
- Carlos Monsiváis
- María Elena Vázquez Nava
- Jorge Eduardo Navarrete López
- Manuel Aguilera Gómez
- Israel Nogueda Otero
- Antonio Ortiz Mena
- Ángel Aguirre Rivero
- Jorge Alcocer
- Gustavo Romero Kolbeck
- Guillermo Prieto Fortún
- Francisco Javier Alejo
- Alberto Anaya
- Hugo Andrés Araujo
- Alonso Guevara Jacuinde
- Antonio Carrillo Flores
- Raúl Salinas Lozano
- María de los Ángeles Moreno
- Ifigenia Martínez
- Trinidad Martínez Tarragó
- Adrián Lajous Vargas
- Patricia Mercado
- Gilberto Loyo
- Emilio Lozoya Thalmann
- León Bendesky
- Julio Boltvinik Kalinka
- Eugenia Correa Vázquez
- Pablo Gómez Álvarez
- Rosario Robles
- David Ibarra Muñoz
- Rolando Cordera Campos
- José Luis Ceceña Gámez
- Manuel Pérez Cárdenas
- Guillermo Ramírez Hernández
- Horacio Flores de la Peña
- Alejandro Encinas
- Arturo Núñez Jiménez
- Gerardo Esquivel Hernández
- Luz Elena González Escobar
- Leonardo Lomelí Vanegas
- Javier Guzmán Calafell
- Pedro Sola

- Irma Eréndira Sandoval
- Napoleón Gómez Urrutia

## Galería

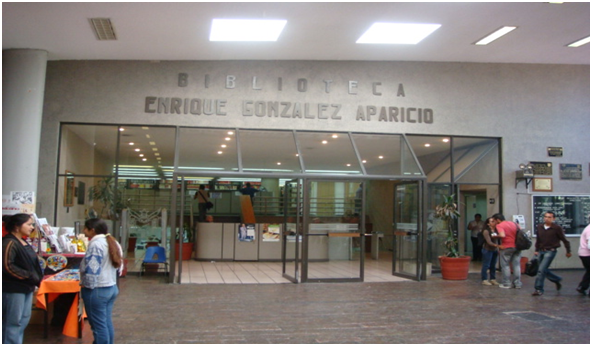
Biblioteca de la Facultad de Economía UNAM
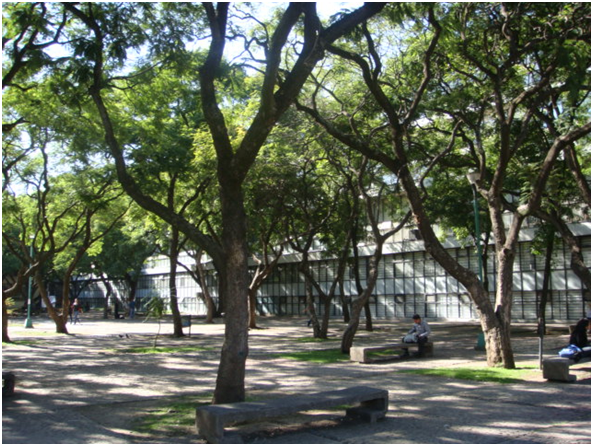
Áreas verdes posteriores del edificio.
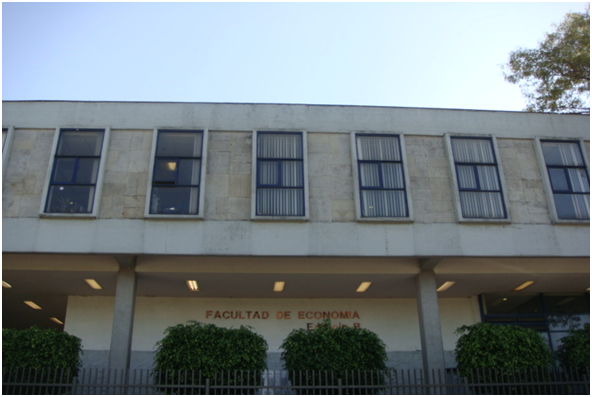
Fachada de la entrada del Edificio anexo.
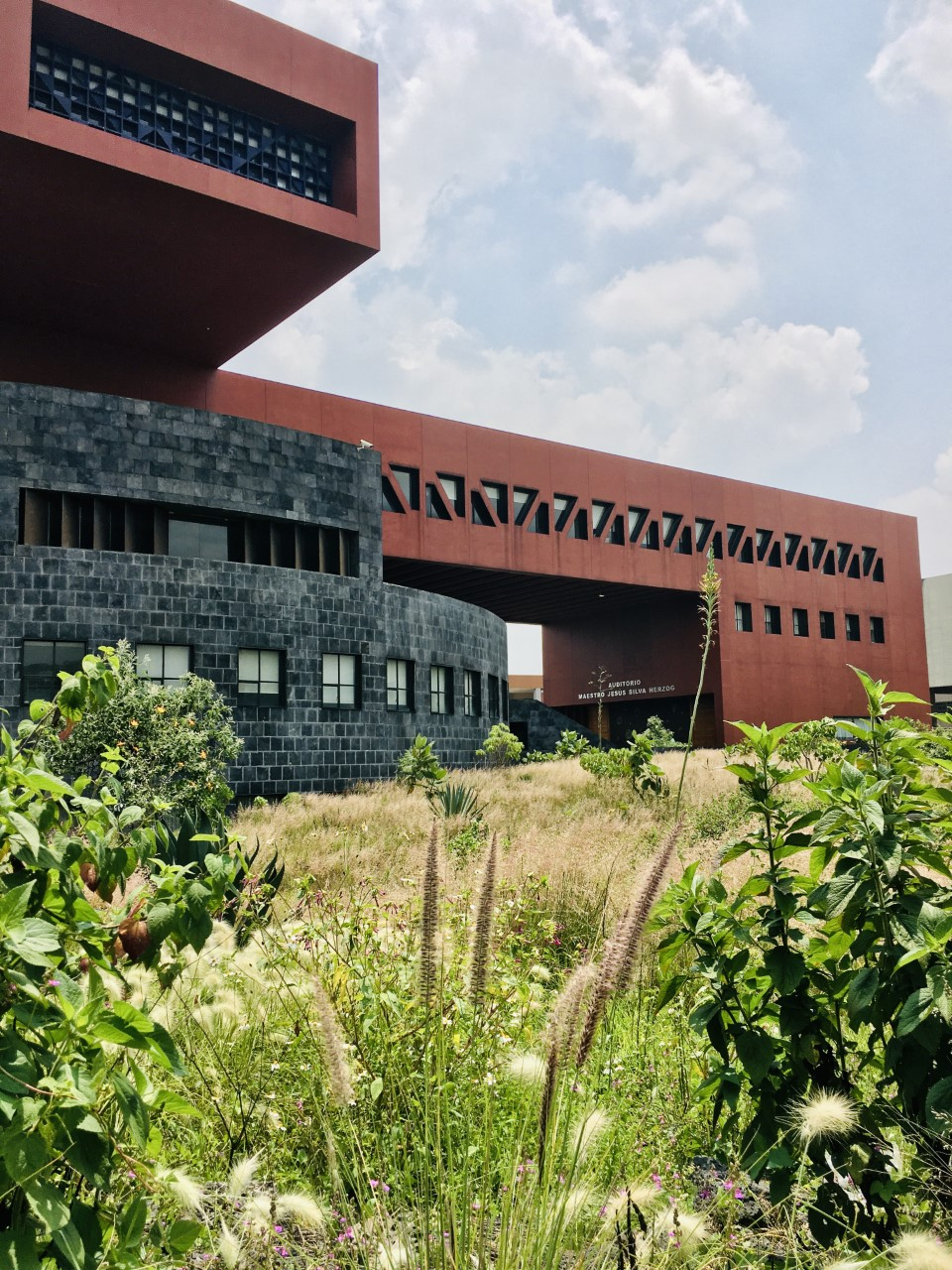
Edificio de Posgrado